# Bariumtellurit
Bariumtellurit ist eine chemische Verbindung des Bariums aus der Gruppe der Tellurite mit der Summenformel BaTeO3. Neben diesem sind weitere Bariumtellurite (zum Beispiel Ba4TeO11) bekannt.

## Gewinnung und Darstellung
Bariumtellurit kann durch Reaktion von Bariumoxid oder Bariumcarbonat mit Tellurdioxid in einer inerten Atmosphäre gewonnen werden.
{\displaystyle {\ce {BaO + TeO2 -> BaTeO3}}}
Sie kann auch durch Reaktion einer Lösung von Bariumchlorid mit Natriumtellurit gewonnen werden, wobei das Trihydrat oder Monohydrat entsteht.
{\displaystyle {\ce {BaCl2 + Na2TeO3 -> BaTeO3*3H2O + 2 NaCl}}}
Ebenfalls möglich ist die Synthese durch Reaktion von Bariumchlorid mit Tellurdichlorid in Wasser.
{\displaystyle {\ce {BaCl2 + 2 TeCl2 + 3 H2O -> Te + BaTeO3*3H2O + 6 HCl}}}

## Eigenschaften
Bariumtellurit tritt in zwei Modifikationen auf. Die eine besitzt eine monokline Kristallstruktur mit der Raumgruppe P21/c (Raumgruppen-Nr. 14), die andere eine orthorhombische mit der Raumgruppe Pmna (Raumgruppen-Nr. 53). In beiden Polymorphen finden sich isolierte, pyramidenförmige TeO3-Gruppen, die zusätzlich einen deutlich längeren Te–O-Abstand zeigen. Die monokline Form ist strukturell dem Kaliumperchlorat verwandt. Das Monohydrat von Bariumtellurit besitzt eine monokline Kristallstruktur mit der Raumgruppe P21/a (Raumgruppen-Nr. 14, Stellung 3).